# Novalena approximata
Novalena approximata là một loài nhện trong họ Agelenidae.
Loài này thuộc chi Novalena. Novalena approximata được Willis J. Gertsch & Wilton Ivie miêu tả năm 1936.